# احمد خسرو
احمد خسرو (زادهٔ ۶ فوریهٔ ۱۹۸۲) یک بازیکن فوتبال اهل افغانستان است.
از تیم‌هایی که در آن بازی کرده‌است می‌توان به تیم ملی فوتبال افغانستان اشاره کرد.